# جوزپه بارونچلی
جوزپه بارونچلی (انگلیسی: Giuseppe Baronchelli؛ زادهٔ ۹ مارس ۱۹۷۱) بازیکن فوتبال اهل ایتالیا است.
از باشگاه‌هایی که در آن بازی کرده‌است می‌توان به باشگاه فوتبال فیورنتینا، باشگاه فوتبال لچه، باشگاه فوتبال آلباسته بالومپیه، باشگاه فوتبال برشا، باشگاه فوتبال کاتانیا، و باشگاه فوتبال چزنا اشاره کرد.